# Scopula impicta
Scopula impicta là một loài bướm đêm trong họ Geometridae.